# Ernst Mally
Ernst Mally (* 11. Oktober 1879 in Krainburg; † 8. März 1944 in Schwanberg, Steiermark) war ein österreichischer Philosoph und Student von Alexius Meinong. Am wohl bekanntesten ist Mally für seine Beiträge in dem Gebiet der deontischen Logik. Gemeinhin wird er auch als einer der "Gründer" dieser Art von Logiken bezeichnet.
Nach dem Tod seines Vaters zog die Familie aus dem damals Österreich-Ungarischen Krainburg 1888 nach Laibach. Dort begeisterte sich Mally während seines Aufenthaltes am Gymnasium für die deutschnationale Bewegung von Georg Ritter von Schönerer. In diese Zeit fällt auch sein aufkeimendes Interesse für die Philosophie. 1898 ging er an die Universität Graz, wo er Philosophie bei Alexius Meinong sowie Physik und Mathematik studierte und sich auf das Studium formaler Logik spezialisierte.
1903 promovierte Mally bei Meinong mit einer Dissertation zu Untersuchungen zur Gegenstandstheorie des Messens. Ab 1906 arbeitete er in Graz als Gymnasiallehrer, blieb aber mit der Universität und dem von Meinong gegründeten Labor für Experimentalpsychologie in Kontakt. 1913 habilitierte sich Mally mit einer Schrift zu Gegenstandstheoretische Grundlagen der Logik und Logistik. Von 1915 bis 1918 diente er in der Österreichischen Armee während des Ersten Weltkriegs. 1918 wurde er Mitglied der Großdeutschen Volkspartei.
Nach dem Ersten Weltkrieg begann Mally an der Universität Graz zu lehren und übernahm 1925 Meinongs Lehrstuhl, an dem er bis 1942 blieb. Am 3. Juni 1938 beantragte er die Aufnahme in die NSDAP und wurde rückwirkend zum 1. Mai desselben Jahres aufgenommen (Mitgliedsnummer 6.282.300), ebenfalls 1938 trat er dem NS-Lehrerbund bei.
Er ist auf dem St.-Leonhard-Friedhof in Graz beigesetzt. Mallys Nachlass befindet sich an der Universitätsbibliothek Graz.

## Werke (Auswahl)
- Untersuchungen zur Gegenstandstheorie des Messens, in: Untersuchungen zur Gegenstandstheorie und Psychologie, hrsg. von Alexius Meinong. Leipzig: Barth 1904, S. 121–262.
- Gegenstandstheoretische Grundlagen der Logik und Logistik. Leipzig: Barth 1912. (Ergänzungsheft zur Zeitschrift für Philosophie und philosophische Kritik; Band 148).
- Studien zur Theorie der Möglichkeit und Ähnlichkeit. Allgemeine Theorie der Verwandtschaft gegenständlicher Bestimmungen, in: Sitzungsberichte der Akademie der Wissenschaften in Wien. Philosophisch-historische Klasse 194 (1922), S. 1–131.
- Grundgesetze des Sollens. Elemente der Logik des Willens. Graz: Leuschner & Lubensky 1926.
- Erlebnis und Wirklichkeit. Einleitung zur Philosophie der Natürlichen Weltauffassung. Leipzig: Klinkhardt 1935.
- Wahrscheinlichkeit und Gesetz. Ein Beitrag zur wahrscheinlichkeitstheoretischen Begründung der Naturwissenschaft. Berlin: de Gruyter 1938.